# Ángel Garasa
Ángel Garasa Bergés (Madrid, España, 12 de diciembre de 1905 - Ciudad de México, 27 de agosto de 1976) fue un actor español, especialmente conocido como uno de los actores que más películas filmó con el comediante mexicano, Mario Moreno "Cantinflas".

## Biografía y carrera
Ángel Garasa nació en Madrid el 12 de diciembre de 1905. Se inició como actor en los años veinte en espectáculos de revista y vodevil del Paralelo barcelonés y desarrolló una destacada carrera en diversas salas del género, como los teatros Talía, Nuevo, Cómico, Principal Palace y Tívoli de Barcelona, y Maravillas y Pavón de Madrid. Formó parte en varias ocasiones de la compañía de la vedette mexicana Margarita Carbajal. Durante la guerra civil española,  trabajó en Barcelona como actor y director de escena en el teatro Tívoli.
Finalizada la guerra desembarcó en el puerto de Veracruz el 22 de abril de 1939. En México, continuó su carrera trabajando con artistas como Mario Moreno "Cantinflas", actor cómico con quien realizó la mayoría de sus películas de comedia, entre ellas: Los tres mosqueteros, Romeo y Julieta, ¡A volar joven!, El señor fotógrafo, Caballero a la medida, entre otras, en la etapa de películas en blanco y negro; así como: El analfabeto, El padrecito,  Un Quijote sin mancha y El ministro y yo en la etapa de películas en color. Asimismo trabajó al lado de actores como Fernando Soler, Andrés Soler, Domingo Soler, Jorge Negrete y Pedro Infante. También con actrices como Sara García, María Félix, Gloria Marín y Miroslava Stern. Además, trabajó en el teatro, la radio y la televisión. Fue uno de los fundadores de la Academia Mexicana de Artes y Ciencias Cinematográficas.
En la década de 1970 trabajó en varias películas con la actriz cómica, María Elena Velasco "La India María" como Pobre pero honrada, Algo es algo, dijo el diablo y Duro pero seguro, y en actuaciones especiales con Maribel Fernández "La Pelangocha", Jorge Lavat, Alfonso Zayas y Pancho Córdova.
Se casó con Carmen "Carmita" Turanzas Agudo (08-11-1919 Ciudad de México,   21-09-2002 Ciudad de México), no tuvieron hijos.

## Muerte
A principios de 1976, Garasa filmó su última película junto a su inseparable amigo y compañero de carrera actoral, Cantinflas, titulada El ministro y yo, en la que ya se notaba visiblemente enfermo.
A poco más de un mes de su estreno, murió el 27 de agosto del mismo año a causa de un cáncer de pulmón en la Ciudad de México, a la edad de 70 años. Sus restos descansan en el Panteón Jardín, Lote de ANDA, en la capital mexicana. Posteriormente, se estrenaron dos películas póstumas con su participación: Como gallos de pelea (1977) y Duro pero seguro (1978), ambas filmadas en 1976.

## Filmografía
- (1941) !Ay Jalisco no te rajes!, de Joselito Rodriguez. Malasuerte.
- (1942) Cuando viajan las estrellas, de Alberto Gout.
- (1942) Los tres mosqueteros, de Miguel M. Delgado.
- (1943) La ametralladora, de Aurelio Robles Castillo.
- (1943) Romeo y Julieta, de Miguel M. Delgado.
- (1944) El sombrero de tres picos, de Juan Bustillo Oro
- (1944) La monja alférez, de Emilio Gómez Muriel.
- (1945) Una gitana en México, de José Díaz Morales.
- (1945) Escuadrón 201, de Luis G. Manjarrez.
- (1946) El moderno Barba Azul, de Jaime Salvador.
- (1947) ¡A volar joven!, de Miguel M. Delgado.
- (1949) El colmillo de Buda, de Juan Bustillo Oro.
- (1950) El rancho de la discordia, de Fernando Cortés; con Sara García.
- (1951) Doña Clarines, de Eduardo Ugarte.
- (1951) ‘’Recién casados… no molestar’’, de Fernando Cortés. Con Silvia Piñal.
- (1952) El señor fotógrafo, de Miguel M. Delgado.
- (1953) Gitana tenías que ser, de Rafael Baledón.
- (1954) Caballero a la medida, de Miguel M. Delgado.
- (1958) El niño de las monjas, de Ignacio F. Iquino.
- (1961) Prohibido enamorarse, de José Antonio Nieves Conde.
- (1961) El analfabeto, de Miguel M. Delgado.
- (1963) La verbena de la Paloma, de José Luis Sáenz de Heredia.
- (1963) Los apuros de dos gallos, de Emilio Gómez Muriel.
- (1964) El padrecito, de Miguel M. Delgado.
- (1965) ¡Ay, Jalisco no te rajes!, de Miguel Morayta.
- (1966) El falso heredero, de Miguel Morayta.
- (1966) Un novio para dos hermanas, de Luis César Amadori.
- (1967) Escándalo en la familia, de Julio Porter.
- (1969) "Mi primera comunión" ×Don Victorino.
- (1969) Un Quijote sin mancha, de Miguel M. Delgado.
- (1971) La novicia rebelde, de Luis Lucia.
- (1971) Bang bang y al hoyo, de René Cardona Jr.
- (1971) OK Cleopatra, de René Cardona Jr.
- (1972) La criada bien criada, de Fernando Cortés.
- (1973) Pobre, pero honrada, de Fernando Cortés.
- (1974) Algo es algo, dijo el diablo, de Fernando Cortés.
- (1976) El ministro y yo, de Miguel M. Delgado.
- (1977) Como gallos de pelea, de Arturo Martínez.
- (1978) Duro pero seguro, de Fernando Cortés.